# Salpingite
 (novembre 2015).
Si vous disposez d'ouvrages ou d'articles de référence ou si vous connaissez des sites web de qualité traitant du thème abordé ici, merci de compléter l'article en donnant les références utiles à sa vérifiabilité et en les liant à la section « Notes et références ».
 (septembre 2012).
La forme ressemble trop à un extrait de cours et nécessite une réécriture afin de correspondre aux standards de Wikipédia.
 Mise en garde médicale
La salpingite (du grec σάλπιγξ (sálpingx) « trompette droite ») est une inflammation d'une, ou plus souvent des deux trompes de Fallope. Il s'agit d'une infection utéro-annexielle fréquente, profonde et potentiellement grave. Elle est souvent secondaire à une infection génitale basse sexuellement transmissible. Elle survient surtout chez la femme jeune sans enfant, avec un risque de stérilité.

## Causes
Les Infections sexuellement transmissibles (IST), telles que les gonocoques et la  chlamydiae sont principalement en cause.

## Facteurs de risque
Il existe des facteurs de risques. C’est le cas du tabagisme et de la présence d’un stérilet. Des gestes chirurgicaux pratiqués pour un diagnostic gynécologique peuvent engendrer une infection nosocomiale. Cette infection, à long terme, peut entrainer une salpingite. De plus, certains traitements des voies génitales tels qu'un curetage ou une IVG peuvent en être la cause. En effet, ils peuvent engendrer les symptômes de la salpingite. Enfin, même si elles ont presque disparu, les tentatives personnelles dans le but de provoquer un avortement sont un facteur de risques.

## Diagnostic

### Symptômes
Les formes asymptomatiques ou pauci-symptomatiques (avec peu ou pas de symptômes) sont fréquentes, souvent dues à Chlamydia, et découvertes fortuitement lors d'un bilan de fertilité. En revanche, les infections causées par d’autres germes sont plus facilement détectables et peuvent être traitées avant l’apparition de la salpingite, notamment la gonorrhée.
- Douleur pelvienne, plus ou moins intense, latéralisée ou bilatérale, avec parfois des signes d'irritation péritonéale (nausées, vomissements, troubles du transit, météorisme, douleur/défense hypogastrique), augmentée lors de la mobilisation utérine ;
- signes urinaires : pollakiurie, brûlures mictionnelles, dysurie ;
- fièvre élevée (39 °C ou plus), inconstante, frissons ;
- douleur de l'hypochondre droit (syndrome de Fitz-Hugh-Curtis) ;
- dyspareunie profonde ;
- leucorrhées et/ou métrorragies.

### Examen clinique
- à l'inspection : algie, langue saburrale
- à la palpation : douleur et défense abdominale hypogastrique, sans contracture, sans douleur au point de Mc Burney, sans signe de Giordano
- l'examen gynécologique retrouve des leucorrhées purulentes, et des signes de vulvite, vaginite ou cervicite. Il permet le retrait du stérilet si nécessaire
- le toucher vaginal (T.V.) accompagné de la palpation abdominale entraine une douleur, majorée lors de la mobilisation utérine, les culs-de-sac latéraux sont douloureux et empâtés, l'utérus est augmenté de volume et douloureux, on retrouve parfois une masse annexielle.

### Examens complémentaires
- βHCG afin d'éliminer une grossesse extra-utérine
- Syndrome infectieux et inflammatoire biologique : hyperleucocytose sur la NFS, augmentation de la VS et de la CRP
- présence de germes dans les prélèvements bactériologiques
- sérologie des IST
- l'échographie endovaginale permet d'affirmer le diagnostic lorsqu'elle retrouve un aspect d'abcès annexiel.

Le diagnostic de certitude sera fait par des prélèvements lors d'une cœlioscopie (hystéro-salphingographie), à visée pronostique (bilan lésionnel des trompes) et thérapeutique (levée d'adhérences).

### Forme atypique
Les examens complémentaires pourront révéler une obturation bilatérale ou unilatérale avec distension de la portion ampulaire de la trompe (→ hydrosalpinx).

### Diagnostic différentiel
Les symptômes de la salpingite peuvent être confondus avec d’autres maladies ou infections.
- Grossesse extra-utérine : tableau proche, la fièvre en moins
- Appendicite : en cas de douleur fébrile aiguë en fosse iliaque droite
- Pyélonéphrite aiguë : tableau de signes fonctionnels urinaires fébriles avec symptômes digestifs.

La salpingite peut aussi être assimilée à des infections génitales. C’est le cas des infections du col de l’utérus (cervicite), de l’endométriose et des kystes de l'ovaire.
Une occlusion intestinale a des symptômes similaires à certains de la salpingite. Certains cancers peuvent eux aussi être confondus avec la salpingite, du fait des douleurs qu'ils provoquent.

## Traitement
L'hospitalisation n'est pas systématique.
- antibiotiques : actifs sur les anaérobies et les intra-cellulaires
- anti-inflammatoires, antalgiques
- Mise au repos des ovaires : contraception

- Bilan IST

- Dépistage et Traitement du partenaire

## Évolution
- Stérilité : en effet, la salpingite peut laisser des cicatrices fibreuses qui vont gêner l'avancée des spermatozoïdes dans le tube utérin.
- Récidive
- Grossesse extra-utérine : les cicatrices fibreuses évoquées précédemment peuvent également gêner la nidation, au point d'engendrer une grossesse extra-utérine.
- Salpingite chronique
- Douleurs pelviennes chroniques

## Prévention

### Primaire
La prévention principale pour cette maladie est la même que celles des MST et IST, à savoir la protection lors des rapports sexuels. Le préservatif représente donc la prévention majeure.
Il est nécessaire de faire des tests de dépistages pour les MST et les IST de façon régulière tant que la patiente n’a pas de relation stable. Lorsque la patiente a une relation stable il est très important de faire un dépistage pour le couple avant d’arrêter l’utilisation de préservatifs.

### Secondaire
Lorsque la maladie est due à des bactéries de la flore commensale, il est nécessaire d’éviter certaines manipulations vaginales. En effet, des toilettes vaginales excessives entrainent un déséquilibre de la flore. Les tentatives d’avortement individuelles, ajouté à leur dangerosité et risques, sont également à proscrire. En effet, elles rendent, elles aussi, les bactéries instables.
Prêter attention à la communication sur les conséquences à long terme d’une salpingite mal soignée, mais aussi sur les MST et IST, afin de pouvoir les identifier. Cela permettrait d’avertir les jeunes femmes sur les causes, les symptômes, les moyens de prévention et les conséquences de la maladie. Le nombre de malades serait ainsi moins important et il y aurait une baisse de la stérilité des jeunes femmes. De plus, des rendez-vous réguliers avec son gynécologue favorisent la prévention de maladie.